# Nickel(II) sulfat
Nickel(II) sulfat là tên gọi thường dùng để chỉ hợp chất vô cơ với công thức NiSO4·6H2O. Muối màu lục lam có độ hòa tan cao này là nguồn phổ biến của ion Ni2+ cho mạ điện cũng như là tiền chất trong sản xuất cathode chứa nickel trong pin ion lithi.
Vào năm 2005 khoảng 40.000 tấn nickel(II) sulfat được sản xuất và chủ yếu được sử dụng cho mạ nickel. Tuy nhiên, với việc sử dụng các loại pin ion lithi với cathode bằng lithi nickel mangan cobalt oxide (NMC, LiNiMnCoO2) hay lithi nickel cobalt nhôm oxide (NCA, LiNiCoAlO2) thì nhu cầu sử dụng nickel(II) sulfat đã tăng mạnh kể từ đó. Theo ước tính của Roskill thì năm 2017 sử dụng nickel(II) sulfat đã đạt tới mức 116.000 tấn nickel quy đổi (tương đương khoảng 520.000 tấn NiSO4·6H2O).
Trong năm 2005–2006, nickel(II) sulfat là chất gây dị ứng hàng đầu trong các kiểm tra áp bì (19,0%).

## Cấu trúc
Ít nhất bảy muối sulfat của nickel(II) được biết. Những muối này khác nhau về mặt hydrat hóa hoặc dạng thường tinh thể của chúng.
Dạng hexahydrat bốn phương phổ biến nhất kết tinh từ dung dịch nước trong khoảng 31,5 đến 53,3 ℃. Dưới nhiệt độ này, các tinh thể kết tinh dưới dạng heptahydrat (NiSO4·7H2O), và ở nhiệt độ cao hơn thì dạng hexahydrat trực thoi hình thành. Dạng khan màu vàng, NiSO4, là chất rắn có nhiệt độ nóng chảy cao hiếm gặp trong phòng thí nghiệm. Chất này được sản xuất bằng cách nung nóng hydrat trên 330 ℃. Nó phân hủy ở 848 ℃ thành nickel(II) oxide.
Các phép đo tinh thể học tia X cho thấy NiSO4·6H2O bao gồm các ion bát diện Ni(H2O)62+. Các ion này lần lượt là các ion liên kết hydro với ion sulfat. Sự hòa tan muối trong nước sẽ tạo ra các dung dịch chứa phức chất nước kim loại Ni(H2O)62+.
Tất cả các nickel(II) sulfat đều thuận từ.

## Trong tự nhiên
Nickel(II) sulfat xuất hiện ở dạng khoáng vật hiếm retgersit, đó là dạng hexahydrat. Dạng hexahydrat thứ hai được biết đến là nickel hexahydride (Ni,Mg,Fe)SO4·6H2O. Dạng heptahydrat tương đối không ổn định trong không khí xuất hiện dưới dạng khoáng vật morenosit. Dạng monohydrat được biết đến như là khoáng vật rất hiếm là dwornikit (Ni,Fe)SO4·H2O.

## Ứng dụng và hóa học phối hợp
Các ứng dụng chính là sử dụng trong mạ điện và tiền chất sản xuất NMC và NCA.
Các dung dịch nước của nickel sulfat phản ứng với natri carbonat để kết tủa nickel(II) carbonat, tiền chất của các chất xúc tác và chất màu nickel. Bổ sung amoni sulfat vào dung dịch đậm đặc của nickel sulfat tạo ra Ni(NH4)2(SO4)2·6H2O. Chất rắn màu lục lam này tương tự như muối Mohr, Fe(NH4)2(SO4)2·6H2O.
Nickel(II) sulfat được sử dụng trong phòng thí nghiệm. Các cột sử dụng trong việc gắn thẻ polyhistidin, hữu ích trong hóa sinh và sinh học phân tử, được tái sinh với nickel(II) sulfat. Dung dịch nước của NiSO4·6H2O và các hydrat có liên quan phản ứng với amonia để tạo ra Ni(NH3)6SO4 (xem Hợp chất khác) và với ethylenediamin để tạo ra [Ni(H2NCH2CH2NH2)3]SO4. Hợp chất cuối này thỉnh thoảng được sử dụng như là một tác nhân hiệu chuẩn cho các phép đo nhạy từ tính vì nó không có xu hướng bị hydrat hóa.

## Sản xuất
Muối thường thu được như là một sản phẩm phụ của tinh luyện đồng hoặc tinh luyện kim loại nhóm platin (PGM). Nó cũng được sản xuất bằng cách hòa tan kim loại nickel hoặc nickel(II) oxide trong acid sulfuric. Theo ước tính của Roskill năm 2017 khoảng 54% nickel(II) sulfat thương phẩm sản xuất từ các chất trung gian chứa nickel như sten nickel hay sản phẩm hydroxide hỗn hợp, 26% từ các sản phẩm nickel tinh chế khác như bột hay bánh nickel tetracarbonyl, 20% từ các vật liệu thứ cấp (các nhà sản xuất Umicore và GEM Co., Ltd).
Tại thời điểm năm 2018 các nhà sản xuất chính bao gồm:
- Nga: Norilsk Nickel.
- Bỉ: Umicore N.V.
- Trung Quốc: Jilin Jien Nickel Industry Co., Ltd (吉恩镍业股份有限公司, Công ty TNHH Công nghiệp Nickel Cát Ân Cát Lâm), Jinchuan Group (金川集團, Tập đoàn Kim Xuyên), Chengdu Huaze Cobalt & Nickel Material Co., Ltd., Jinco Nonferrous Metals Co., Ltd (金柯有色金属有限公司, Công ty TNHH Kim loại màu Kim Kha), GEM Co., Ltd.
- Đài Loan: Mechema Chemicals Int Corp. (美琪瑪國際股份有限公司, Tổng công ty Quốc tế Hóa chất Mỹ Kỳ Mã), Zenith Chemical Corp., Coremax Corp. (康普材料科技股份有限公司).
- Nhật Bản: Sumitomo Metal Mining (SMM), Seido Chemical Industry Co., Ltd.
- Angola: Univertical LLC,
- Ấn Độ: Nicomet Industries Ltd.

Theo báo cáo ngày 20/4/2018 của Norilsk Nickel thì tổng sản lượng nickel(II) sulfat tính theo quy đổi thành nickel năm 2017 ước khoảng 124.000 tấn. Tuy nhiên, dưới 20% đến từ các nhà sản xuất tích hợp như Nornickel và SMM. Phần nguyên liệu chính để sản xuất nickel(II) sulfat là các sản phẩm trung gian từ ngâm chiết laterit như MHP (kết tủa hydroxide hỗn hợp) và MSP (kết tủa sulfide hỗn hợp). Các nguồn nguyên liệu khác bao gồm NiSO4 thô là phụ phẩm của tinh luyện đồng và kim loại nhóm platin (PGM), pin phế thải cũng như hòa tan bánh, bột hay nickel cathode. Một số nhà sản xuất khác hiện tại cũng đầu tư vốn vào sản xuất nickel(II) sulfat như BHP tại Tây Australia với giai đoạn 1 ước khoảng 22.000 tấn Ni trong NiSO4 hay Terrafame với dự án công suất 33.000 tấn.

## An toàn
Trong năm 2005–2006, nickel(II) sulfat là chất gây dị ứng hàng đầu trong các kiểm tra áp bì (19%). Nickel(II) sulfat được phân loại là chất gây ung thư ở người, dựa trên nguy cơ ung thư hô hấp gia tăng được quan sát thấy trong các nghiên cứu dịch tễ học đối với các công nhân nhà máy tinh chế quặng sulfide.
Trong một nghiên cứu hô hấp 2 năm ở chuột cống F344 và chuột nhắt B6C3F1, không có bằng chứng về hoạt động gây ung thư, mặc dù các chứng viêm phổi gia tăng và sự tăng sản hạch bạch huyết phế quản đã được quan sát. Những kết quả này gợi ý mạnh mẽ rằng có một ngưỡng cho sự gây ung thư của nickel(II) sulfat qua đường hô hấp. Trong một nghiên cứu kéo dài 2 năm sử dụng nickel sulfat hexahydrat hàng ngày theo đường miệng cho chuột cống F344, không có bằng chứng cho thấy tăng hoạt động gây ung thư. Các dữ liệu trên người và động vật chỉ ra một cách nhất quán sự thiếu khả năng gây ung thư thông qua phơi nhiễm đường miệng và khả năng gây ung thư hạn chế của các hợp chất nickel đối với các khối u hô hấp sau khi hít phải. Những ảnh hưởng này có liên quan đến con người hay không là không rõ ràng do nghiên cứu dịch tễ học đối với các nữ công nhân bị phơi nhiễm cao không chỉ ra các tác động độc hại phát triển nghiêm trọng.

## Hợp chất khác
Nickel(II) sulfat có thể tạo ra một số hợp chất với NH3, như NiSO4·½NH3 là chất rắn màu vàng lục, NiSO4·2NH3 là tinh thể lục nhạt, 2NiSO4·5NH3·7H2O là tinh thể tím nhạt, NiSO4·3NH3 là bột màu tím nhạt, tan trong nước tạo dung dịch màu xanh dương, NiSO4·4NH3·2H2O – chất rắn màu dương đen, NiSO4·5NH3·H2O là tinh thể màu xanh dương hay NiSO4·6NH3 – chất rắn màu tím nhạt.
Nickel(II) sulfat có thể tạo ra một số hợp chất với N2H4, như 4NiSO4·3N2H4·7H2O là tinh thể màu lục, NiSO4·N2H4·3H2O là chất rắn màu dương, NiSO4·2N2H4·2H2O là tinh thể màu lục lam (không tan trong benzen, aceton và các loại cồn chứa ion ethyl và propyl, D20 ℃ = 2,92 g/cm³) hay NiSO4·3N2H4 là tinh thể màu oải hương.
Nickel(II) sulfat có thể tạo ra một số hợp chất với NH2OH, như NiSO4·6NH2OH là tinh thể đỏ.
Nickel(II) sulfat có thể tạo ra một số hợp chất với CO(NH2)2, như NiSO4·2CO(NH2)2·4H2O là tinh thể lục nhạt. NiSO4·6CO(NH2)2·H2O cũng có tính chất tương tự.
NiSO4 còn tạo một số hợp chất với CON3H5, như NiSO4·2CON3H5 là tinh thể màu lục nhạt-dương sáng, tan trong nước tạo ra dung dịch màu xanh dương đậm hay NiSO4·2CON3H5 là tinh thể màu dương đậm.
Nickel(II) sulfat có thể tạo ra một số hợp chất với CS(NH2)2, như NiSO4·2CS(NH2)2 xuất hiện ở hai dạng: đỏ nâu và xám lục hay NiSO4·4CS(NH2)2 là tinh thể màu xám lục, tan trong nước, D = 1,84 g/cm³.
Nickel(II) sulfat còn tạo một số hợp chất với CSN3H5, như NiSO4·2CSN3H5 xuất hiện ở hai dạng: dạng α có cấu trúc trans-, dạng tinh thể màu lục; dạng β có hai cấu trúc cis- và trans-. Muối khan có màu đỏ nâu, còn dạng trihydrat tồn tại dưới dạng chất bột màu xanh lục, tan trong nước, D = 1,81 g/cm³.
NiSO4 còn tạo một số hợp chất với CSeN3H5, như NiSO4·2CSeN3H5 xuất hiện ở hai dạng: dạng khan là chất rắn màu nâu sáng, còn dạng trihydrat là chất rắn màu đỏ nâu, không tan trong nước và cồn.
Nickel(II) sulfat có thể tạo muối acid với N2H4, như Ni(HSO4)2·2N2H4 là tinh thể màu xanh táo, tan ít trong nước.